# 陳奎 (嘉靖進士)
陳奎（？—？），字汝星，號文塘，福建福州府懷安縣人，民籍，明朝政治人物。

## 生平
嘉靖三十一年（1552年），陳奎中式壬子科福建鄉試第四名舉人，為《春秋》經魁。嘉靖三十二年（1563年），聯捷癸丑科三甲第二十二名進士，通政司观政，授直隸丹陽縣知縣，升南户部主事，起复补户部，历员外、郎中，出知真定府。隆慶元年（1567年）六月升山东按察司副使、整饬徐州等处兵备，丁忧归。四年四月起补广东副使、巡视海道，五年升山东右参政，六年二月调任广东，仍兼佥事、整饬惠潮等处兵备。六月倭寇攻陷广东神电、锦囊诸城，转入高雷廉琼界劫掠，萬曆元年（1573年）五月以平岭东功升一级，晋本省按察使，照旧管海防道事，十月因私庇同乡潮州府同知陈学麟贪吏养寇殃民，被夺俸，令戴罪管事，十二月降二级调用。

## 家族
曾祖陳仁；祖父陳瀚；父陳哲，母劉氏。兄陳蒲（生员）、弟陳璧、陳藩（生员）。